# Fumetti neri
Le Fumetti Neri (singulier :« Fumetto nero ») (littéralement Fumées noires) est un genre de fumetti né en Italie avec le personnage Diabolik créé par Angela et Luciana Giussani. Il s'agit de bandes dessinées dont le héros n'est justement pas un héros, mais un malfaiteur. Diabolik lui-même est inspiré très librement de Fantômas. Les autres héros de fumetti neri sont souvent inspirés de Diabolik et ils présentent souvent un K dans leur nom.
On a ainsi :
- Kriminal de Magnus et Bunker avec un clone de Diabolik en plus violent.
- Satanik des mêmes auteurs qui est une version féminine de Diabolik.
- Génius etc.

En France, les fumetti neri (ou bandes dessinées noires) sont quasiment toutes parues en Petit format, le plus souvent dans des versions très censurées.